# Arménie lumineuse
Cette page contient des caractères spéciaux ou non latins. S’ils s’affichent mal (▯, ?, etc.), consultez la page d’aide Unicode.
Arménie lumineuse est un parti politique arménien.
Sa principale figure est Edmon Marukian (en) ; la secrétaire du conseil du parti est Mane Tandilian.

## Résultats électoraux

### Élections législatives
| Année | Voix                   | %                      | Sièges   | Gouvernement                                    |
| ----- | ---------------------- | ---------------------- | -------- | ----------------------------------------------- |
| 2017  | Alliance « La sortie » | Alliance « La sortie » | 3 / 105  | Opposition (2017-2018), Pachinian I (2018-2019) |
| 2018  | 80 024                 | 6,37                   | 18 / 132 | Opposition                                      |
| 2021  | 15 591                 | 1,22                   | 0 / 107  | Extra-parlementaire                             |